# Tracks on Wax 4
Tracks on Wax 4 — четвёртый альбом британского рок-музыканта Дэйва Эдмундса, выпущенный в сентябре 1978 года лейблом Swan Song.

## История
Альбом стал первым, к участию в котором Эдмундс призвал всех участников своей группы Rockpile: Билли Бремнера (который написал две песни под псевдонимом Billy Murray), Ника Лоу и Терри Уильямса.
Последний трек «Heart Of The City» был первоначально записан Ником Лоу и выпущен синглом на Stiff Records в 1976 году. Концертная версия группы Rockpile была включена в альбом Лоу Jesus of Cool (1978). Эдмундс использовал оттуда бэкинг-трек, но вокал Лоу заменил на собственный.

## Отзывы критики
Tracks on Wax 4 (согласно Trouser Press) отличался от предыдшестовавших ему релизов более жёстким звучанием и бескомпромиссным подходом: именно он освободил «...Эдмундса от негативных последствий его ностальгических устремлений» и вывел его (во многом, усилиями Rockpile) «…к новым вершинам рок-н-ролльной славы».

## Список композиций
1. «Trouble Boys» (Billy Murray) — 3:02
2. «Never Been in Love» (Nick Lowe/Rockpile) — 2:28
3. «Not a Woman, Not a Child» (Murray/Peters) — 3:21
4. «Television» (Lowe) — 3:19
5. «What Looks Best on You» (Lowe/Edmunds) — 2:26
6. «Readers Wives» (Noel Brown) — 3:11
7. «Deborah» (Lowe/Edmunds) — 2:38
8. «Thread Your Needle» (Brenda Lee Jones/Welton Young) — 3:27
9. «A.1. On the Jukebox» (Edmunds/Will Birch) — 3:15
10. «It’s My Own Business» (Chuck Berry) — 3:56
11. «Heart of the City» (Lowe) — 3:03

## Участники записи
- Дэйв Эдмундс — гитара, фортепиано, вокал
- Билли Бремнер — гитара
- Терри Уильямс — ударные
- Ник Лоу — бас-гитара
- Джерри Хоган (Gerry Hogan) — педал-стил-гитара
- Пит Келли — фортепиано — фортепиано